# Фінал кубка Італії з футболу 1959
Фінал Кубка Італії з футболу 1959 — фінальний матч розіграшу Кубка Італії сезону 1958—1959, в якому зустрічались «Ювентус» та «Інтернаціонале». Матч відбувся 13 вересня 1959 року на стадіоні «Сан-Сіро» в Мілані.

## Шлях до фіналу
| Інтернаціонале | Інтернаціонале | Раунд                            | Ювентус    | Ювентус       |
| -------------- | -------------- | -------------------------------- | ---------- | ------------- |
| Суперник       | Результат      | Кубок Італії з футболу 1958—1959 | Суперник   | Результат     |
| Мантова        | 7–0 на виїзді  | Третій раунд                     | -          | -             |
| Наполі         | 3–2 вдома      | Четвертий раунд                  | -          | -             |
| Алессандрія    | 6–2 дч вдома   | 1/8 фіналу                       | Падова     | 3-2 на виїзді |
| Лаціо          | 1–0 на виїзді  | 1/4 фіналу                       | Фіорентіна | 3–1 вдома     |
| Венеція        | 1–0 вдома      | 1/2 фіналу                       | Дженоа     | 3–1 вдома     |

## Фінал
| 13 вересня 1959 |

| Інтернаціонале | 1:4 | Ювентус                                     |
| -------------- | --- | ------------------------------------------- |
| Бічічлі 36'    |     | Чарлз 7' Червато 27', 79' (пен.) Сіворі 63' |

| «Сан-Сіро», Мілан Арбітр: Чезаре Йонні |

|                  |  |                    |  |     |
|                  |  |                    |  |     |
| В                |  | Енцо Маттеуччі     |  | 46' |
| З                |  | Арістіде Гварнері  |  |     |
| З                |  | Мауро Гатті        |  |     |
| З                |  | Амос Кальдареллі   |  |     |
| ПЗ               |  | Енеа Мазьєро       |  |     |
| ПЗ               |  | Бруно Болкі        |  |     |
| ПЗ               |  | Антоніо Анджелілло |  |     |
| ПЗ               |  | Маріо Корсо        |  |     |
| ПЗ               |  | Еудженіо Ріццоліні |  |     |
| Н                |  | Мауро Бічічлі      |  |     |
| Н                |  | Едді Фірмані       |  |     |
| Запасні:         |  |                    |  |     |
| В                |  | Маріо Да Поццо     |  | 46' |
| Тренер:          |  |                    |  |     |
| Альдо Кампателлі |  |                    |  |     |

|                     |  |                     |  |
|                     |  |                     |  |
| В                   |  | Карло Маттрель      |  |
| З                   |  | Ернесто Кастано     |  |
| З                   |  | Беніто Сарті        |  |
| З                   |  | Серджо Червато      |  |
| З                   |  | Флавіо Емолі        |  |
| ПЗ                  |  | Умберто Коломбо     |  |
| ПЗ                  |  | Бруно Ніколе        |  |
| ПЗ                  |  | Джорджо Стіванелло  |  |
| Н                   |  | Джамп'єро Боніперті |  |
| Н                   |  | Омар Сіворі         |  |
| Н                   |  | Джон Чарлз          |  |
| Тренер:             |  |                     |  |
| Теобальдо Депетріні |  |                     |  |